# Mózes ötödik könyve
Mózes ötödik könyve az Ószövetség egyik könyve, amelyet Második Törvénykönyvnek is neveznek, rendszerezi és alkalmazza mindazokat a törvényeket, amiket Mózes második, harmadik és negyedik könyve tartalmaz. Mindez a Kánaánba való letelepedés előtt vált fontossá, hogy Mózes még utoljára átadja Isten üzenetét.

## Elnevezései
A protestáns kánonban Mózes ötödik könyve, a katolikusban Második Törvénykönyv (Deuteronomium), a héber elnevezés "devarim" (jelentése: a könyv kezdőszava, "szavak"). Hasonlatként az "Ószövetség szívének" is nevezik.

## Szerzője és keletkezése
Mivel Mózes beszédeiből áll a könyv, neki tulajdonították. De tudni kell, hogy Mózes nem írhatta meg saját halálát. Ma már mindenki elismeri, hogy Jozija király idejében talált törvénykönyv lett a magva a Mózes ötödik könyvének. Azt a könyvet a jeruzsálemi templom javítási munkálatai közben találták (2Kir 22.8) Kr. e. 622ben. Így erre a könyvre úgy kell tekinteni, hogy folyamatosan bővült az idők során. Nagy valószínűséggel az ország északi részén keletkezett az  Illés és Elizeus próféták utáni korszakban, legalábbis stílusa erre utal. A könyvre azonban nem korabeli hamisításként tekintenek a kutatók, hanem Mózes tekintélye mögött meghúzódó szerény szerzők, leviták műveként.

## Szerkezete

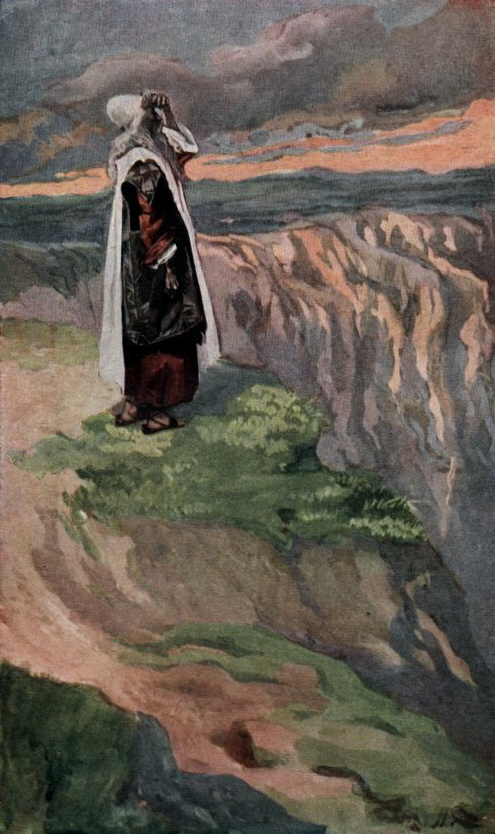
Mózes meglátja az Ígéret földjét (James Tissot, cca. 1900)

- I. Elbeszélő, majd buzdító jellegű bevezető értekezés
- II. Törvények, majd liturgikus rész
- III. Buzdító befejező rész
- IV. Mózes halálának körülményei

## Tartalma

### Időrendi
Kr. e. 1260 körül az izraeliták bevonultak Kánaánba. Mózes nem lép erre a földre, hanem még előtte búcsúbeszédet tart a népnek, átadja Isten üzenetét.

### Teológiai
A Sinai szövetség megerősítése ez a könyv. Isten kiválasztotta a zsidó népet, és megajándékozta szövetségével. Mózes a törvények ismertetésével intelmekkel fordul a néphez, a várható következményeket a nép elé tárja az isteni engedelmesség vagy engedetlenség következményét, azaz az élet vagy halál választását. Az ország, Izrael birtoklása szorosan összefügg Jahve iránti odaadó hűséggel. Minden nemzedéknek rá kell szolgálnia a szövetség ajándékára, az országra, a mózesi törvények betartásával.
Mózes átkai, ha a nép nem tartja meg a törvényeket:
- Rendkívüli csapások, betegségek, az egyiptomi csapások megismétlődése, amíg ki nem pusztul a nép. Az Úr Egyiptomba viszi, ahol rabszolga lesz és senki sem veszi meg.

Mózes buzdításai, áldásai, ha hűségesen hallgat a nép az Úr szavára:
- Áldott a városban, határban
- Méhed gyümölcse, földed termése
- Áldott ha jössz, ha mész
- Legyőzi az Úr ellenségeidet
- A föld népei fölé emel
- Szent néppé tesz
- Az Úr fejjé tesz, nem farokká